# Dmitrij av Pereslavl
Dmitrij av Pereslavl, död 1294, var en rysk monark. Han var regerande storfurste av Vladimir från 1277 till 1293.